# Luigi Pernier
Luigi Pernier (Roma, 23 novembre 1874 – Rodi, 18 agosto 1937) è stato un archeologo e funzionario italiano.

## Biografia

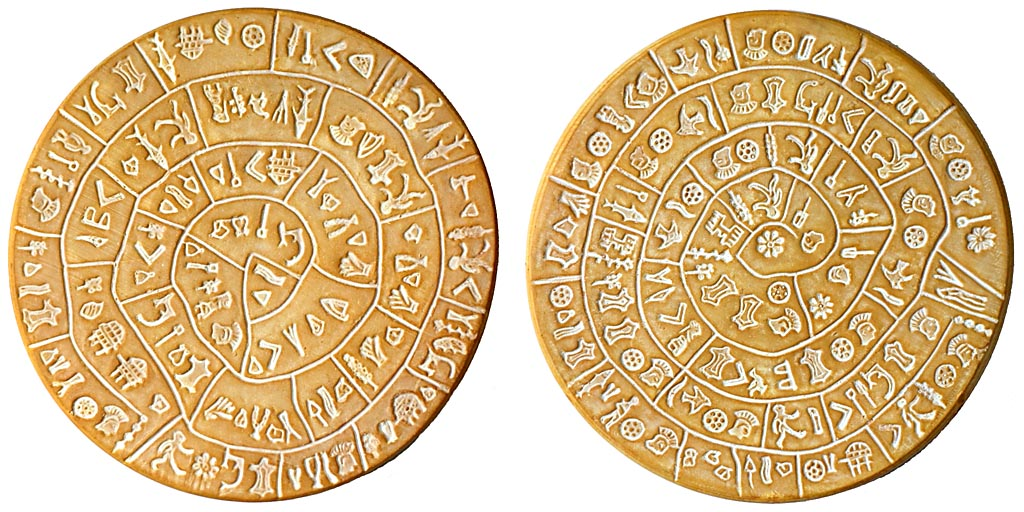
Disco di Festo - fronte/retro

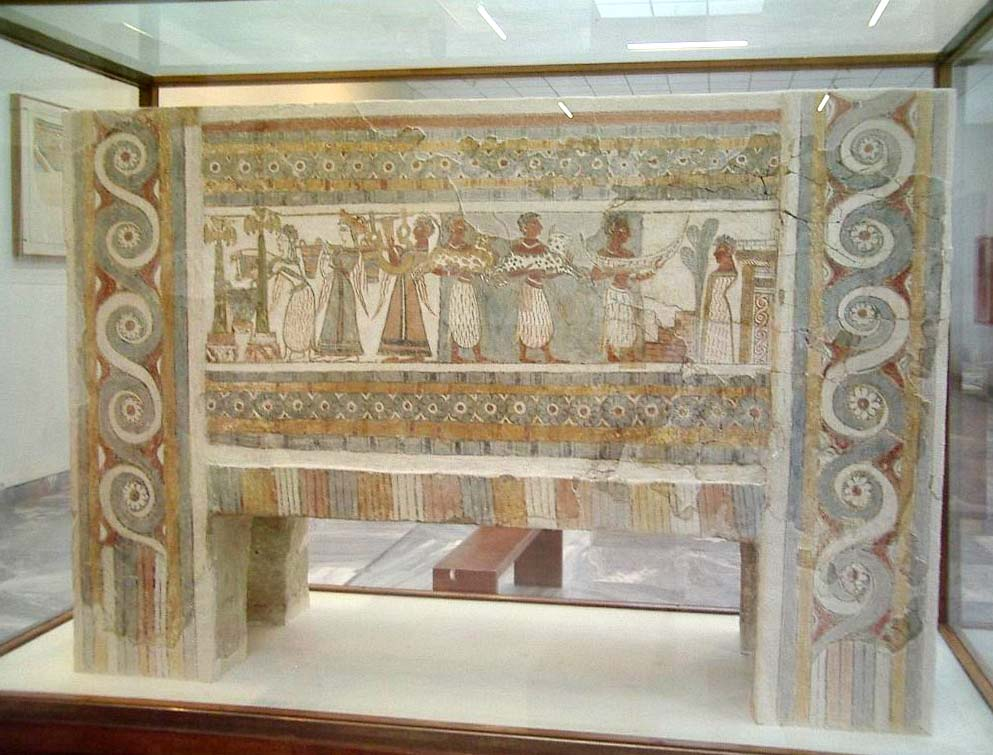
Sarcofago di Hagia Triadha

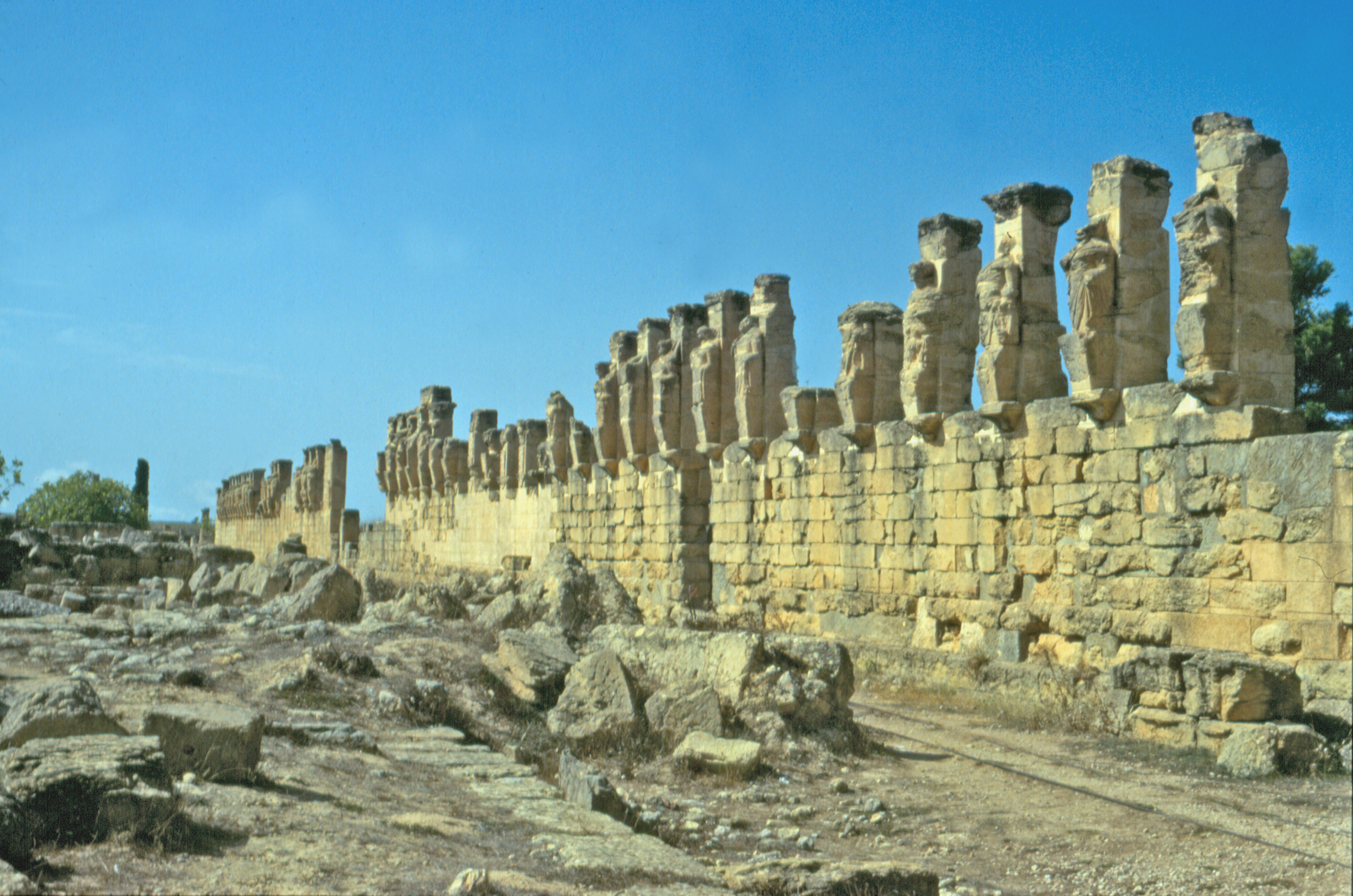
Rovine di Cirene

Di famiglia agiata (il padre Giuseppe era un ricco proprietario terriero di origine francese; la madre, Agnese Romanini, apparteneva a una famiglia aristocratica), frequentò il Liceo classico Ennio Quirino Visconti e, nel 1897, si laureò in Lettere all'Università di Roma avendo come relatore Rodolfo Lanciani. Si specializzò alla Scuola di Archeologia di Roma, conseguendo il diploma nel 1901, dopo aver trascorso dei periodi di formazione a Creta presso la Missione Archeologica Italiana diretta da Federico Halbherr.
Tra il 1902 e il 1916 fu ispettore presso i Musei, Gallerie e Scavi di Antichità di Firenze ed effettuò ricerche in numerose località dell'Italia centrale; contemporaneamente entrò a far parte della Missione italiana a Creta, dirigendone i lavori, fra il 1906 e il 1909, in sostituzione di Federico Halbherr trattenuto in Italia. Fu in questa occasione che Pernier contribuì alla scoperta del disco di Festo. Nel 1909 Pernier fu il primo direttore della appena istituita Scuola archeologica italiana di Atene dove, tra gli altri, ebbe come allievo Gian Giacomo Porro. Nel frattempo (1904) aveva sposato Tonina Falchi, figlia di Isidoro Falchi, lo scopritore di Vetulonia.
Nel 1914 ottenne la direzione del Museo Archeologico di Firenze, per cui rinunciò alla direzione della Scuola di Atene. Nel 1916 ottenne anche la nomina a Soprintendente degli Scavi e dei Musei Archeologici d'Etruria: nel 1919 promosse gli scavi della tomba di Sagraia a Umbertide. Resse questi incarichi fino al 1922, quando divenne professore universitario di Archeologia e Storia dell'arte antica a Firenze. Pernier riprese allora le ricerche archeologiche all'estero con permanenza, soprattutto nel periodo estivo, a Creta o a Cirene. A Creta  soggiornò negli anni 1928-1929, completando lo scavo dei materiali del Palazzo di Festo per poi divenire, alla morte di Federico Halbherr (1930), direttore della Missione Archeologica Italiana; a Cirene, dal 1925 al 1936, Pernier fece dieci campagne di scavo come componente della Missione Archeologica Italiana, e diresse con Carlo Anti i lavori di scavo del Santuario di Apollo.
Questi incarichi lo costrinsero a muoversi spesso tanto che anche la morte lo colse in trasferta, sull'isola di Rodi, dove si era recato per tenere un corso organizzato dalla Società Dante Alighieri.

## Scritti
- A proposito di alcuni lavori eseguiti recentemente nell'interno del Teatro di Marcello. Roma : Tipografia della Reale Accademia dei Lincei, 1901
- Commemorazione del socio Federico Halbherr fatta dal corrispondente. Roma, Dott. Giovanni Bardi tipografo della Reale Accademia Nazionale dei Lincei, 1931
- Di una città ellenica arcaica scoperta a Creta dalla Missione italiana. Roma : Calzone, 1909
- Heliogabalus : M. Aurelius Antoninus. Roma : L. Pasqualucci, 1911
- Il disco di Phaestos con caratteri pittografici. Roma : tip. dell'Unione editrice, 1909
- Il palazzo minoico di Festos : Scavi e studi della missione archeologica italiana a creta dal 1900 al 1934. Vol. I. Gli strati più antichi e il primo palazzo. (r. Istituto d'archeologia e storia dell'arte). Roma : Ist. Poligr. Dello Stato, Libreria, 1935
- Il palazzo minoico di Festos : scavi e studi della Missione archeologica italiana a Creta dal 1900 al 1934. Roma : Libreria dello Stato
- Il tempio e l'altare di Apollo a Cirene : scavi e studi dal 1925 al 1934 : con 126 illustrazioni e dodici tavole fuori testo. Bergamo : Istituto italiano d'arti grafiche, 1935
- L'Odeum dell'Agorà di Gortina presso il Leteo. Bergamo : Istituto Italiano d'Arti Grafiche, 1927
- La raccolta archeologica Bargagli a Sarteano presso Chiusi. Siena : Stab. d'Arti grafiche S. Bernardino, 1920
- Lavori eseguiti a Festos dalla Missione Archeologica Italiana dal 15 febbraio al 28 giugno 1901 : relazione. Roma : [s.n.], 1901
- Lavori eseguiti dalla Missione Archeologica italiana nel palazzo di Phaestos dal 10 febbraio al 28 maggio 1902 : relazione. Roma : Tipografia della Reale Accademia dei Lincei, 1903
- Lavori eseguiti dalla missione archeologica italiana in Creta dal 2 aprile al 12 settembre 1906 : relazione di Luigi Pernier al prof. Ettore De Ruggiero .... Roma : Tipografia della Reale Accademia dei Lincei, 1907
- Luigi Savignoni e la sua opera scientifica. Firenze : Stab. tip. E. Ariani, 1918
- Mura laterizie e terrecotte figurate di Arezzo antica. Roma : Tipografia della Reale Accademia naz. dei Lincei, 1920
- Nuove scoperte archeologiche a Tarquinii : (1904-1906). Roma : Tipografia della Reale Accademia dei Lincei, 1907
- Per lo studio del tempio etrusco. Roma : Nuova Antologia, 1927
- Recenti scoperte archeologiche degl'italiani a Creta. Roma : Nuova Antologia, 1927
- Ricognizioni archeologiche nelle sporadi. Roma : E. Calzone, 1914, Tip. Ed. Romana
- Ricordi di storia etrusca e di arte greca della città di Vetulonia. Roma : Tipografia della Reale Accademia dei Lincei, 1914
- Scavi della missione archeologica italiana in Creta nel 1907. Roma : Calzone, 1907
- Scavi della missione italiana a Phaestos, 1900-1901 : rapporto preliminare. Roma : Tipgrafia della Reale Accademia dei Lincei, 1902
- Studi sul teatro di Marcello. Roma : Tipografia Cuggiani, 1928
- Templi arcaici sulla Patela di Prinias : contributo allo studio dell'arte dedalica. Bergamo : Istituto Italiano d'Arti Grafiche, 1914
- Tombe eneolitiche del Viterbese (Roma). Parma : Stab. tipo-litografico L. Battei, 1905
- Tumulo con tomba monumentale al Sodo presso Cortona. Roma : Bardi, 1925
- Un singolare monumento della scrittura pittografica cretese. Roma : Tipografia della Reale Accademia dei Lincei, 1909
- Vestigia di una Città ellenica arcaica in Creta. Milano : U. Hoepli, 1912